# Palamedu
Palamedu é uma panchayat (vila) no distrito de Madurai, no estado indiano de Tamil Nadu.

## Geografia
Palamedu está localizada a 10° 07′ N, 78° 07′ L. Tem uma altitude média de 227 metros (744 pés).

## Demografia
Segundo o censo de 2001,  Palamedu  tinha uma população de 8187 habitantes. Os indivíduos do sexo masculino constituem 50% da população e os do sexo feminino 50%. Palamedu tem uma taxa de literacia de 62%, superior à média nacional de 59.5%: a literacia no sexo masculino é de 69% e no sexo feminino é de 54%. Em Palamedu, 12% da população está abaixo dos 6 anos de idade.